# 鷹子站
鷹子站（日语：／ Takanoko eki */?）是位於日本愛媛縣松山市，隸屬於伊予鐵道（伊予鐵）橫河原線的鐵路車站。車站編號為IY16。此站和田窪站、牛淵團地前站皆為該時期新加設的通勤車站。
此站現時使用的月台為第2代的月台，第1代月台原設於另一邊，但考慮乘客需先橫過平交道才可到達月台範圍，因此在開業11年後把月台設置至現時的位置，解決了要跨越平交道的問題。

## 車站結構
此戰採用簡易車站模式營運，車站出入口旁位於月台末端向久米站方向。旁邊已是行車路，狹小而又附設自動售票機的站務亭則設於上落月台用的樓梯對面。由於受限於車站附近的環境所限，在伊予鐵道的車站改善工程中，鷹子站是其中一個不能加設無障礙斜道節車站，簡易式洗手間設於站務亭後方。
站內設有側式月台1座，列車不能在此交換，有效長度為4輛。月台寬度相當狹窄，在提供座椅的位置幾乎貼近候車黃線位置。進入車站後沿著有蓋樓梯便能到達月台，IC咭感應器亦設於此。配套設施都與一般車站沒大分別，都是集中於站務亭方向，包括約1輛長的月台上蓋、候車座椅、自助售賣機等。列車靠站時，下行往橫河原為左側上落；上行往松山市則為右側上落。

### 月台配置
| 路線      | 方向 | 目的地                        |
| --------- | ---- | ----------------------------- |
| ■横河原線 | 下行 | 横河原方向                    |
| ■横河原線 | 上行 | 松山市、直通■高濱線往高濱方向 |

## 歷史
- 1967年5月7日：開業。
- 1978年3月14日：月台由原來對面遷至現址。
- 2025年3月18日：伊予鐵內所有郊外鐵道線均可使用ICOCA及全國交通系IC卡[4][5][6]。

## 相鄰車站
伊予鐵道
■ 橫河原線
久米（IY15）－鷹子（IY16）－平井（IY17）

## 外部連結
- 伊予鐵道鷹子站公式網頁。（页面存档备份，存于）